# Союз изгнанных
Союз изгнанных (нем. Bund der Vertriebenen, BdV) — германская общественная организация, в которую входят региональные объединения лиц, депортированных после Второй мировой войны.

## История
Организация-предшественница Союза изгнанных была основана в Штутгарте 1950 году, а спустя семь лет на её основе был создан Союз изгнанных. Значительная часть его руководства сложилась из социальной и политической элиты восточных земель Рейха, среди которой были в том числе активисты НСДАП, члены СС и государственные чиновники. Защищая интересы изгнанных, Союз поддерживал конфронтационную и реваншистскую линию в политике ФРГ, требуя возвращения утраченных земель на Востоке и изъятого имущества. Однако с началом политики примирения, инициированной канцлером Вилли Брандтом, а также официальным признанием границы по Одеру — Нейсе, позиции и влияние Союза изгнанных ослабли.
В 1998—2014 годах Союз изгнанных возглавляла Эрика Штайнбах (ХДС). Её деятельность на этом посту регулярно вызывала осложнения в германо-польских отношениях. В настоящее время председателем Союза изгнанных является Бернд Фабритиус.
Финансирование Союза осуществляется из государственного бюджета, поскольку одной из задач организации является интеграция изгнанных в немецкое общество, что является государственным интересом.

## Организации-члены
- (землячества жителей т. н. «бывших восточных областей Германской Империи»)
  - Землячество Восточной Пруссии (Landsmannschaft Ostpreußen), молодёжная организация - Союз молодых восточнопруссаков (Bund Junges Ostpreußen);
  - Померанское землячество (Pommersche Landsmannschaft), молодёжная организация - Объединения померанских молодёжных и студенческих групп (Vereinigungen pommerscher Jugend- und Studentengruppen);
  - Землячество Силезии – Нижняя и Верхняя Силезия (Landsmannschaft Schlesien – Nieder- und Oberschlesien), молодёжная организация - Силезская молодёжь (Schlesische Jugend);
  - Землячество Восточного Бранденбурга (Landsmannschaft Berlin-Mark Brandenburg);
- (репатриантские землячества)
  - Немецко-балтийское общество (Deutsch-Baltische Gesellschaft), молодёжная организация - Кольцо германо-балтийской молодёжи и студентов (Deutschbaltischer Jugend- und Studentenring);
  - Немецкий шумавский союз (Deutscher Böhmerwaldbund)
  - Землячество банатских швабов (Landsmannschaft der Banater Schwaben), молодёжная организация - Немецкие банатские молодёжные и фольклорные группы (Deutsche Banater Jugend und Trachtengruppen);
  - Бессарабсконемецкое общество (Bessarabiendeutscher Verein)
  - Землячество буковинских немцев (Буковина) (Landsmannschaft der Buchenlanddeutschen (Bukowina))
  - Союз гданьчанинов (Bund der Danziger)
  - Землячество дунайских швабов (Landsmannschaft der Donauschwaben)
  - Карпатонемецкое землячество Словакия (Karpatendeutsche Landsmannschaft Slowakei)
  - Землячество немцев из Литвы (Landsmannschaft der Deutschen aus Litauen)
  - Землячество верхнесилезцев (Landsmannschaft der Oberschlesier)
  - Землячество немцев из России (Landsmannschaft der Deutschen aus Russland)
  - Землячество сатмарских швабов в ФРГ (Landsmannschaft der Sathmarer Schwaben in der Bundesrepublik Deutschland)
  - Общество трансильванских саксов в Германии (Verband der Siebenbürger Sachsen in Deutschland), молодёжная организация - Семиградско-саксонская молодёжь Германии (Siebenbürgisch-Sächsischen Jugend in Deutschland);
  - Судетонемецкое землячество (Sudetendeutsche Landsmannschaft), молодёжная организация - Судетонемецкая молодёжь (Sudetendeutsche Jugend);
  - Землячество немцев из Венгрии (Landsmannschaft der Deutschen aus Ungarn)
  - Землячество Висла-Варта (Landsmannschaft Weichsel-Warthe)
  - Землячество Западная Пруссия (Landsmannschaft Westpreußen), молодёжные организации - Ассоциация объединений западно-прусской молодёжи (Verein zur Förderung der Westpreußischen Jugend) и Союз молодёжи и студентов Данциг-Западной Пруссии (Jugend- und Studentenbund Danzig-Westpreußen).

Землячество добруджанских и болгарских немцев (Landsmannschaft der Dobrudscha- und Bulgariendeutschen) завершило свою деятельность осенью 2009 года и ее члены присоединились к Бессарабсконемецкому обществу.

## Примечание
1. ↑  Erich Später: Wie viele Nullen hat der BdV? Архивная копия от 24 февраля 2012 на Wayback Machine, in konkret Heft 03 2010, URL abgerufen am 13. März 2010
2. ↑  Dobrudscha.eu. Дата обращения: 2 января 2018. Архивировано 2 января 2018 года.